# جمعية ماوناتول الإسلامية الفيجية
تمثل جمعية ماوناتول الإسلامية الفيجية (MIAF) ما يقرب من 30٪ من المسلمين السنة في فيجي الذين هم في الغالب من أتباع مدرسة الشافعية. أتباع الإمام الشافعي في فيجي هم من نسل المسلمين من أصل ماليالامي الذين جاءوا إلى فيجي بموجب نظام السخرة من ولاية كيرالا في جنوب الهند بين عامي 1903 و 1916. المنظمة السنية الأخرى في فيجي، رابطة مسلمي فيجي، تمثل جميع المسلمين السنة الآخرين في فيجي الذين هم في الغالب من أتباع المدرسة الحنفية.